# Blase Joseph Cupich
Blase Joseph Cupich (Omaha, 19. ožujka 1949.) je američki i hrvatski kardinal Katoličke Crkve i nadbiskup metropolit Chicaga.

## Životopis
Blase J. Cupich rođen je u Omahi, Nebraska, kao jedno od devetero djece roditelja Blase Cupich i Mary r. Mayhan. Pohađao je Sveučilište svetoga Tome u Minnesoti u gradu Saint Paulu, na kojem je stekao diplomu iz filozofije 1971. Zatim je poslan u Rim u Papinski sjevernoamerički svećenički zavod, a studirao je na Papinskom sveučilištu Gregoriana, gdje je 1975. postigao magisterij iz teologije. Kao student kratko je boravio i u Sarajevu.
Zaređen je za svećenika 16. kolovoza 1975. i zatim je služio kao kapelan u župi te nastavnik u srednjoj školi u Omahi do 1978.

## Biskupska i nadbiskupska služba
Papa Ivan Pavao II. imenovao ga je 1998. biskupom Rapid Cityja u Južnoj Dakoti, pa u Spokaneu u saveznoj državi Washington. Papa Franjo imenovao ga je nadbiskupom i metropolitom crkvene pokrajine Chicago 20. rujna 2014., a 7. srpnja 2016. članom Kongregacije za biskupe što svakako utječe na odabir profila budućih biskupa u Katoličkoj crkvi. Deveti je po redu nadbiskup metropolit Chicaga.

## Kardinal
Na konzistoriju održanom 19. studenog 2016. papa Franjo imenovao ga kardinalom Katoličke crkve s naslovom rimske Bazilike Svetoga Bartolomeja (tal. San Bartolomeo all'Isola). Na konzistoriju su bili prisutni i druga dva hrvatska kardinala Josip Bozanić i Vinko Puljić, koji su mu tom prigodom izrazili čestitke. Novinar Isusovačkog tjednika American Magazine Michael O’Loughlin, smatra da uzdizanje nadbiskupa Chupicha u red kardinala pokazuje da Papa Franjo želi da se Katolička Crkva u SAD-u usredotoči na pitanja kao što su imigracija, uloga žena u Crkvi, kao i Papinu potrebu da zaobiđe tradicionalne centre moći "kako bi pronašao vođe koji mirišu na ovce".

## Istaknuti stavovi
Pred američke predsjedničke izbore 2004. godine biskup Cupich se nije pridružio američkim biskupima koji su izjavili da se treba uskratiti pričest svim američkim političarima koji podržavaju zakonski odobren pobačaj. Tada je izjavio: "Ne možemo izdvajati samo pojedinačno ljudsko pravo. Moramo biti spremni razgovarati o svim pravima. Naš stav počinje neupitnom zaštitom nerođenih, ali tu ne završava". 2011. Cupich je savjetovao svećenicima i bogoslovima svoje biskupije da ne sudjeluju na prosvjedima ispred klinika Planned Parenthood (hrv. Planirano roditeljstvo) ili da ne sudjeluju u djelatnostima pro-life pokreta 40 dana za život ispred klinika za abortus. Cupich je kasnije pojasnio svoj stav kroz izjave da nije zabranio svećenicima moliti pred klinikama, nego je vjerovao kako se "odluka o pobačaju ne donosi pred klinikama - nego za kuhinjskim stolovima i dnevnim boravcima. U odluke o pobačaju su često uključeni sestra, kćer, rođak ili prijatelj te su takve odluke možda bile donesene pod pritiskom ili zbog napuštenosti žene od strane djetetova oca". Također, Cupich se nije pridružio većini američkih biskupa koji su zbog neslaganja s odredbama o kontracepciji zabranili zaposlenicima crkvenih dobrotvornih organizacija u svojim biskupijama da budu promotori Zakona o povoljnoj brizi (poznatog i kao Obamacare) te je iskoristio organizaciju svoje biskupije kako bi omogućio pristup zdravstvenom osiguranju što većem broju ljudi. Povodom najave Biskupske konferencije SAD-a da će tužiti administraciju predsjednika Obame zbog odredaba o kontracepciji, Cupich je u Isusovačkom tjedniku American Magazine objavio esej u kojemu je pozvao na povratak uljuđenosti, ističući da je bijes vjernika oko odredbe o kontracepciji razumljiv, no da bi eskalacija "mogla donijeti trajnu štetu i Crkvi i naciji, a još gore, nerazmjerno utjecati na najmanje među nama."
Bio je član Komisije Američke biskupske konferencije za zaštitu djece i mladih (2000. – 2006.). To je Komisija čije je osnivanje upravo tih godina zatražila Kongregacija za nauk vjere u svim biskupskim konferencijama svijeta, a cilj joj je zaštita djece i mladih, te istraživanje žrtava zlostavljanja od strane nekih klerika. Biskup Cupich zastupao je i zastupa jasan stav nulte tolerancije zlostavljanja. U svezi s tim 2011. je izjavio: "Ako želimo da ljudi imaju povjerenja u nas, moramo im vjerovati. Dakle, dali smo ono najbolje od sebe kako bismo bili sigurni u to da smo transparentni pred ljudima".
Nedugo prije američkih predsjedničkih izbora 2008. Cupich je, kao tadašnji biskup Rapod Citya, u svom eseju naslovljenim "Rasizam i izbori" objavljenom u magazinu America upozorio američke katolike da je rasizam grijeh, podsjećajući na tešku američku povijest u svezi s tim zlom i na teško zacjeljivanje rana koje je rasizam sa sobom donio.
U studenom 2012., povodom održavanja referenduma o braku u državi Washington, Chupich je napisao pastoralno pismo u kojemu je pozvao sudionike rasprave na uzajamno poštovanje, a vjernike da uzmu u obzir stav Katoličke Crkve po pitanju istospolnih brakova te je istaknuo: "Zagovornici istospolnih brakova potaknuti su dubokim suosjećanje prema onima koji su pokazali hrabrosti odbiti živjeti u stalnom strahu i odbačenosti zbog svoje seksualne orijentacije. Takvo suosjećanje rezultat je tragične povijesti nasilja nad homoseksualcima, verbalnih napada na njihovo ljudsko dostojanstvo i samoubojstava tinejdžera koji su bili zlostavljani zbog svog seksualnog identiteta.", nadodavši kako "Katolička Crkva neće tolerirati zloupotrebu ovog trenutka kako bi se potaknula netrpeljivost prema homoseksualcima ili promicala agenda mržnje i nepoštovanja njihova ljudskog dostojanstva." Istospolni brakovi su naposljetku odobreni s 54% : 46% uz izlaznost od 81%.
Cupich je 22. siječnja 2013., prisjećajući se nedavnog ubojstva 20-ero djece u osnovnoj školi u Newtownu, napisao da će "Istina pobijediti", te da nam ne preostaje ništa drugo nego "vjerovati da će narod koji kolektivno osjeća slomljeno srce zbog pokolja djece u Newtownu, jednoga dana uz Božju milost moći žaliti i ubijenu djecu u majčinoj utrobi."
U lipnju 2014. govorio je na konferenciji "Odgovor Katoličke crkve na libertarijanizam" organiziranoj na Američkom katoličkom sveučilištu. Kritizirao je ekonomski libertarijanizam te je između ostaloga istaknuo: "Neodvojivost ljudskog dostojanstva i solidarnosti je neupitna. Libertarijanci se kreću u pravcu koji ne samo da ima negativne posljedice za ekonomiju i političke ciljeve globalizacije, nego su i potpuna suprotnost socijalnom nauku Crkve, što posebno naglašava papa Franjo" Kao alternativu libertarijanizmu, Cupich zagovara pojedine stavove Pape Franje, uključujući i njegov "drugačiji pristup tome kako učimo i što znamo, pazeći da ideje stvaraju dijalog sa stvarnošću" te njegov poziv "za prijelaz iz ekonomije isključivosti na kultura susreta i potreba za pratnjom", u kojem se, objašnjava, "susrećemo s druga, a ne samo sa samima sobom. Ovaj naglasak na susretu i pratnji razotkriva poteškoće s libertarijanizmom, jer je njegov cilj povećanje ljudske neovisnosti kao prioritet". Izrazio je "ozbiljnu zabrinutost oko libertarijanizma koji utječe na pastoralni život" te poteškoću savjetovanja mladih ljudi "čiji unutarnji život je u opasnosti u svijetu koji ih potiče da budu zaokupljeni vlastitim interesima". Kritika suvremenog kapitalizma Pape Franje, po Chupichevu mišljenju, "povezana je s bogatom tradicijom (...) izazovnih gospodarskih i političkih pristupa koji ne sadrže ljudsko dostojanstvo u svoj punini kao prioritet".
Zajedno s ostalim američkim biskupima, usprotivio se prijedlogu reforme zdravstvenog sustava koju je predložila Republikanska stranka te je podupro proširenje zdravstvene zaštite, koju smatra temeljnim ljudskim pravom, na što veći broj građana .
Na upit o američkom predsjedniku Donaldu Trumpu, izjavio je: "Mi smo demokratska država i dobivamo vođe koje zaslužujemo, jer ih biramo. Moramo se uključiti u politički proces - ako nam se ne sviđa, možemo ga promijeniti. Dakle, ako su ljudi nezadovoljni s onima koji vladaju, mogu ih mijenjati. Nemojmo sjediti, uključimo se, spoznajmo probleme i poduzmimo akciju."
Cupich podupire veću angažiranost žena u Crkvi, a tradicionalnu misu smatra dosadnom i nerazumljivom narodu.

## Posjet Hrvatskoj i BiH
Zajedno s odgovornim ravnateljem Ureda za pomoć Katoličkoj crkvi u središnjoj i istočnoj Europi pri Biskupskoj konferenciji Sjedinjenih Američkih Država dr. Declanom S. Murphyjem pohodio je od 15. do 18. listopada 2012. biskupijska sjedišta u Bosni i Hercegovini. Prije dolaska u Bosnu i Hercegovinu biskup Cupich je pohodio Hrvatsku te se prisjetio hrvatskih korijena jer su mu djed i baka rođeni nedaleko od Slavonskog Broda odnosno Varaždina te kako su jedno prije a drugo poslije Drugog svjetskog rata otišli u Ameriku.